# Fałszywe założenie znawstwa
Fałszywe założenie znawstwa – jeden z podstawowych błędów metodologicznych pojawiający się w badaniach ankietowych polegający na założeniu przez badacza, że pytany respondent zna fakty bądź pojęcia, o których jest mowa w zawartym pytaniu kwestionariuszowym. Błąd ten wynika z niestosowania pytań filtrujących w sytuacji, gdy dane pytanie nie jest pytaniem sprawdzającym. 
Efektem tego typu błędów są niewiarygodne i niemiarodajne odpowiedzi. Często występują one w badaniach opinii publicznej, gdy w pytaniach pojawiają się konkretne instytucje bądź nazwiska, których działanie mają ocenić respondenci.